# توماس بوفورت، دوک اکستر
توماس بوفورت، دوک اکستر (به انگلیسی: Thomas Beaufort, Duke of Exeter); ح. ژانویه ۱۳۷۷ – ۳۱ دسامبر ۱۴۲۶، پرسنل نظامی، و قاضی اهل پادشاهی انگلستان بود.
وی همچنین برندهٔ جوایزی همچون نشان بند جوراب شده است.